# Tony Lekain
Tony Lekain, de son vrai nom Tony Théodore Weill, est un réalisateur français né à Paris le 5 novembre 1888 et mort à Cannes le 26 décembre 1966. Il fut notamment actif dans les années 1920 et 1930.

## Filmographie partielle

### Réalisateur
- 1923 : Métamorphose[1]
- 1923 : Le Fils prodige[1]
- 1923 : On demande un mannequin[1]
- 1926 : Le Fauteuil 47 co-réalisé avec Gaston Ravel
- 1928 : Madame Récamier co-réalisé avec Gaston Ravel
- 1929 : Figaro co-réalisé avec Gaston Ravel
- 1929 : Le Collier de la reine co-réalisé avec Gaston Ravel
- 1932 : Monsieur de Pourceaugnac co-réalisé avec Gaston Ravel
- 1934 : Le Rosaire co-réalisé avec Gaston Ravel
- 1934 : Fanatisme co-réalisé avec Gaston Ravel

### Assistant réalisateur
- 1924 : Le Gardien du feu de Gaston Ravel
- 1925 : L'Avocat de Gaston Ravel
- 1926 : Mademoiselle Josette, ma femme de Gaston Ravel
- 1925 : Chouchou poids plume de Gaston Ravel
- 1927 : Le Bonheur du jour de Gaston Ravel
- 1930 : L'Étrangère de Gaston Ravel

### Décorateur
- 1925 : Jocaste de Gaston Ravel